# Jørn Bjerregaard
Jørn Bjerregaard (né le 19 janvier 1943 à Aarhus au Danemark) est un joueur de football danois, qui évoluait au poste d'attaquant, avant de devenir ensuite entraîneur.

## Biographie

### Carrière de joueur
Jørn Bjerregaard joue au Danemark et en Autriche. Il évolue principalement avec les clubs de l'AGF Århus et du Rapid Vienne.
Il dispute un total de 234 matchs dans le championnat d'Autriche, inscrivant 221 buts. Il réalise sa meilleure performance lors de la saison 1967-1968, où il marque 23 buts. Il atteint également le cap des 20 buts lors des saisons 1968-1969 et 1969-1970.
Au sein des compétitions européennes, il joue 10 matchs en Coupe d'Europe des clubs champions (deux buts), quatre en Coupe de l'UEFA, et 14 en Coupe des Coupes (six buts). Avec le Rapid Vienne, il est quart de finaliste de la Coupe des Coupes en 1967, puis quart de finaliste de la Coupe d'Europe des clubs champions en 1969.

### Carrière d'entraîneur
Il entraîne brièvement l'équipe danoise de l'AGF Århus en 1976.

## Palmarès
| AGF Århus - Championnat du Danemark : - Vice-champion : 1964. - Championnat du Danemark (1) : - Vainqueur : 1965. |  | Rapid Vienne - Championnat d'Autriche (2) : - Champion : 1966-67 et 1967-68. - Meilleur buteur : 1967-68 (23 buts). - Championnat d'Autriche (2) : - Vainqueur : 1967-68 et 1968-69. - Finaliste : 1970-71. |